# 논산 노성산성
논산 노성산성(論山 魯城山城)은 대한민국 충청남도 논산시 노성면 송당리에 있는 백제시대의 성이다. 1995년 8월 2일 대한민국의 사적 제393호로 지정되었다.

## 개요
노성산 정상에 있는 산성으로 석축으로 된 테뫼형 산성이다. 공주, 논산, 연산으로 갈라지는 중요한 지점에 위치하고 동북 방향으로는 양화산성과 대하고 있다. 산성의 둘레는 약 900m이고, 높이는 서쪽이 4.2m, 남쪽이 6.8m이며, 폭은 6m이다. 서쪽문의 흔적이 뚜렷이 남아 있는데, 여기에 사용된 석재는 크기가 일정하지 않지만 대략 20cm × 60cm 정도로서 네모지게 다듬었고 자연의 지세를 교묘하게 이용하여 구축한 축성술은 근방의 산성 중에도 보기 드문 형태이다. 성내에는 우물 4개소가 있고, 정상 부분에는 경사면을 깎아 만든 토루가 있으며, 산 꼭대기에는 장대지로 추정되는 곳과 장대지 동쪽으로 조금 내려온 곳에 봉화대로 추정되는 부분이 25cm 정도의 석축으로 되어 있다. 성안에서는 백제 시대, 신라 시대, 조선 시대에 이르기까지 다양한 토기편과 와편들이 발견되고 있어서 조선 시대까지 중요하게 사용되었던 성지임을 알 수 있다.

## 같이 보기
- 양화산성

## 참고 자료
- 논산 노성산성 - 국가유산청 국가유산포털